# رود یورا (ژاپن)
رود یورا (به لاتین: Yura River) یک رود در ژاپن است که در استان کیوتو واقع شده‌است.